# O Tesouro de Sierra Madre
The Treasure of the Sierra Madre (prt: O Tesouro de Sierra Madre, ou O Tesouro da Serra Madre; bra: O Tesouro de Sierra Madre) é um filme estadunidense de 1948, dos gêneros drama, aventura e faroeste, dirigido e roteirizado por John Huston, baseado no romance The Treasure of the Sierra Madre, de B. Traven.
O filme apareceu em 30º lugar em uma lista comemorativa do American Film Institute (AFI) quando da comemoração dos 100 anos do cinema.[carece de fontes?]

## Sinopse
A história se passa nos anos 1920, no México, quando a sangrenta revolução mexicana já havia terminado, mas inúmeros bandoleiros continuavam a aterrorizar o país. Três forasteiros (gringos) resolvem procurar ouro nas montanhas de Sierra Madre. Eles vão de trem (comboio) e depois penetram no deserto, guiados pelo idoso Howard, que os convencera que havia encontrado uma mina. A história se mostra verdadeira e os três conseguem uma grande quantidade de ouro. Mas logo um dos exploradores, Fred C. Dobbs, começa a sucumbir à ganância e entra em conflito com os companheiros, traindo os seus amigos, ao mesmo tempo que são atacados por numerosos bandoleiros.

## Elenco

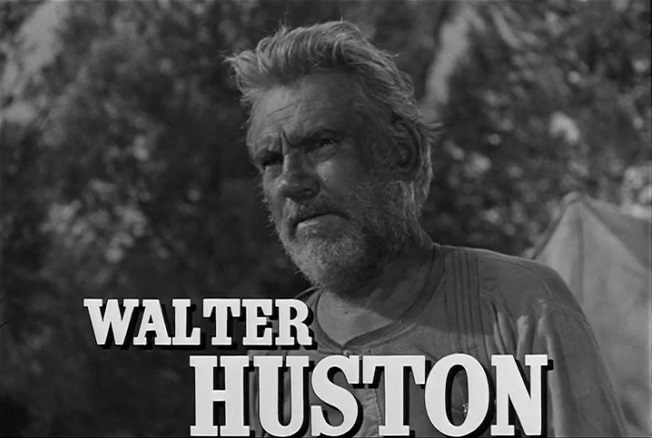
Walter Huston, ganhador do Oscar e do Globo de Ouro de melhor ator coadjuvante, em cena do filme

- Humphrey Bogart .... Fred C. Dobbs
- Walter Huston .... Howard
- Tim Holt .... Bob Curtin
- Bruce Bennett .... James Cody
- Barton MacLane .... Pat McCormick
- Alfonso Bedoya .... Gold Hat
- Arturo Soto Rangel .... El Presidente
- Manuel Dondé .... El Jefe
- José Torvay .... Pablo
- Margarito Luna .... Pancho
- Jack Holt .... Mendigo

## Prêmios e indicações
| Lista de prêmios e indicações | Lista de prêmios e indicações   | Lista de prêmios e indicações   | Lista de prêmios e indicações |
| Premiação                     | Categoria                       | Recipiente                      | Resultado                     |
| ----------------------------- | ------------------------------- | ------------------------------- | ----------------------------- |
| Oscar 1949                    | melhor diretor                  | John Houston                    | Venceu                        |
| Oscar 1949                    | melhor roteiro adaptado         | John Houston                    | Venceu                        |
| Oscar 1949                    | melhor ator coadjuvante         | Walter Huston                   | Venceu                        |
| Oscar 1949                    | Melhor filme                    | Melhor filme                    | Indicado                      |
| BAFTA 1949                    | Melhor filme de qualquer origem | Melhor filme de qualquer origem | Indicado[carece de fontes?]   |
| Globo de Ouro 1949            | Melhor filme - drama            | Melhor filme - drama            | Venceu                        |
| Globo de Ouro 1949            | Melhor diretor de cinema        | John Houston                    | Venceu                        |
| Globo de Ouro 1949            | Melhor ator coadjuvante         | Walter Huston                   | Venceu                        |
| Festival de Veneza 1948       | Leão de Ouro                    | Leão de Ouro                    | Indicado[carece de fontes?]   |